# Augustàlia
Augustàlia (en llatí Augustalia) o Ludi Augustales era una festa que se celebrava a l'antiga Roma el dia 12 d'octubre en honor a August, el primer emperador romà.
Es va iniciar juntament amb la construcció d'un altar a Fortuna Redux per commemorar el retorn d'August, l'any 19 aC, de l'Àsia menor. Els pontífexs i les vestals oferien sacrificis en aquell altar, i es va convertir en una festa religiosa al calendari romà.
L'altar dedicat a Fortuna Redux es va inaugurar el dia 12 d'octubre de l'any 19 aC, i se li va dedicar el 15 de desembre. Fins a la mort d'August l'any 14, els honors religiosos d'aquell dia es destinaven a Fortuna Redux, i no es fa menció en cap document ni inscripció de l'Augustàlia. Durant la seva vida es va honorar August amb els Ludi Augustales, uns jocs organitzats per algun magistrat a títol individual.
August parla de l'establiment del festival en el relat que fa en primera persona de les seves victòries publicat com a epitafi després de la seva mort (Res Gestae Divi Augusti), i explica que la festa pren el nom del seu cognomen. Les festes romanes sovint eren batejades pel nom de les divinitats que honraven (Neptunàlia per Neptú, Cereàlia per Ceres), i el sentit no explicat del noma era que s'havia d'atorgar a August un estatus diví. L'establiment de l'Augustàlia marca doncs un desenvolupament important del que després seria el Culte imperial.
L'Augustàlia, abreujada AVG, apareix als calendaris en lletres grans i majúscules com algunes de les festes més antigues de les divinitats de l'antiga religió romana. Se celebrava entre la Meditrinàlia (11 d'octubre) i la Fontinàlia (13 d'octubre), totes dues unes festes de gran antiguitat.